# مهرجان جانجنيونج دانو
جانجنيونج دانوجي (مهرجان جانجنيونج دانو) هو مهرجان محلي في كوريا الجنوبية تم اختياره كالممتلكات الثقافية غير المادية المهمة الثالثة عشرة بجوار جينجو جيومو. يتوج يوم الخامس من الشهر الخامس من السنة وفقًا للتقويم القمري الشمسي، في جانجنيونج، مقاطعة جانجونغ. ومع ذلك، يستمر المهرجان، بما في ذلك التحضيرات مثل صنع الكحول الخاص، في الواقع 45 يومًا. دانوجي يشير إلى سوريتنال الذي يعني أعلى يوم ويوم الله. يتمتع جانجنيونج دانوجي بأطول تاريخ بين المهرجانات المحلية في كوريا وغرضه الرئيسي هو عبادة روح حارس الجبل الذي يحمي المدينة والصلاة من أجل سلام المدينة وجميع العائلات وازدهار الزراعة. تم تعيينه كجزء من روائع التراث الشفهي وغير المادي للإنسانية في كوريا الجنوبية من قبل اليونسكو في 25 نوفمبر 2005.

## التاريخ
أصلها ليس دقيقًا ولكن وفقًا لسجل نام هيوون، صلى الشامان من أجل الله لمدة 3 أيام في كل مارس وأبريل ومايو. كما كتب هيو جيون في كتابه أنه رأى جانجنيونج دانوجي في عام 1603.
رأى هيو جيون شخصيًا جانجنيونج دانوجي وكتب أن موضوع حفل التأبين هو الجنرال كيم يو شين. بعد توحيد الممالك الثلاث، توفي كيم يو سين وأصبح إله جبل في دايجواليونج، وسجل أن هذا الإله تم تكريمه وكان يزور دايجواليونج في شهر مايو من كل عام لتحية الآلهة والترفيه عنها. لذا، إذا كان الله سعيدًا، فسيكون هناك حصاد جيد في تلك السنة، وإذا كان غاضبًا، فسيحدث كارثة طبيعية، وبسبب هذا، اجتمع كل أهالي ميونججو للغناء والرقص وخدمة الله.

## مهرجان جانجنيونج دانو
كان مهرجان جانجنيونج دانو طويلاً حدثًا يتمحور حول المجتمع ومهرجانًا حكوميًا خاصًا مع تعاون فعّال من الحكومة.
تم تعيين جانجنيونج دانوجي كتراث ثقافي لا مادي هام رقم 13 ويتم حمايته من قبل الدولة.
في عام 2021، سيتم افتتاح الدورة الثالثة عشرة من مهرجان جانجنيونج دانو في 10 يونيو وستستمر لثمانية أيام حتى 17 يونيو. وفقًا للجنة جانجنيونج دانوجي، يتضمن برامج تقديم اتجاه دانوجي في ما بعد عصر الكورونا وروح دانوجي التي تدوم لألف عام. سيتم عقد الاجتماع على إثر تفشي كوفيد-19 المستمر، مع حضور المسؤولين فقط.

## الإجراءات
خلال دانوجي، يصلي جميع سكان المدينة لروح حارس الجبل في الصباح والليل لمدة 5 أيام. كما يقام حفل شامان لازدهار الزراعة وسلامة المدينة. في اللعب بالأقنعة، يرقص ويغني شخصيات نبيلة، سيدة شابة، جانجاماري، ويؤديون رقصة سيسيداكداك. يتضمن المهرجان أيضًا فعاليات وألعاب صغيرة مثل الأرجوحة والمصارعة الكورية والسيروم ومسابقة الآلات التقليدية وغسل الشعر بطريقة خاصة وتناول الدديوك. في اليوم التالي لدانو، يحرقون الخشب المقدس وينتهي المهرجان.

## النقل
تنقسم عملية النقل إلى ثلاث طرق. إحداها مخصصة للاحتفال، والأخرى لحفل الشامان، وواحدة للعب بالأقنعة. حاليًا تم تعيين جو كيو دون للحفل ويتم الحفاظ على حفل الشامان بواسطة بن سون هاي والقناع الذي يلعب به هو كيم جونغ جون.

## روابط خارجية
- الموقع الرسمي لمهرجان جانجنيونج دانوجي
- الإدارة الثقافية الكورية
- خدمة معلومات الثقافة الكورية
- جانجنيونج دانوجي من قبل اليونسكو

قالب:قائمة اليونسكو للتراث الثقافي غير المادي للبشرية/APA